# Wings of Forever
Wings of Forever är det brittiska power metal-bandet Power Quests debutalbum. Det släpptes 2002 av det italienska skivbolaget Underground Symphony. Det var den första och enda av bandets skivor på vilken Sam Totman (DragonForce) medverkade. Andrea Martongelli bidrog med gitarrsolon och gick officiellt med i bandet 2003. På denna skiva hade man ingen trummis, utan använde trummaskin. Albumet producerades och mixades av Karl Groom och mastrades av Mika Jussila.

## Låtlista
1. "Prelude to Destiny (instrumental)" – 1:45
2. "Wings of Forever" – 5:31
3. "Far Away" – 4:48
4. "Glory Tonight" – 6:09
5. "Power Quest (Part I)" – 7:39
6. "Beyond the Stars" – 4:43
7. "Immortal Plains" – 5:45
8. "Follow Your Heart" – 6:12
9. "Freedom of Thought" – 7:04
10. "Distant Lands (instrumental)" – 2:26

Bonusspår
1. "Gates of Tomorrow" – 4:09 (bonusspår på japanska[2] och koreanska[3] utgåvorna).

## Medverkande
Musiker
- Alessio Garavello – sång
- Sam Totman – gitarr
- Adam Bickers – gitarr
- Steve Scott – basgitarr
- Steve Williams – keyboard

Bidragande musiker
- Tina Groom – sång
- Simon Burrell - berättarröst
- Clive Nolan - sång
- Andrea Martongelli - gitarr (solo)

Produktion
- Karl Groom – producent, ljudmix
- Clive Nolan – studiotekniker
- Mika Jussila – mastering
- Jean-Pascal Fournier - omslagskonst
- Bruno Farinelli – albumkonst